# Rinpoche
Rinpoche, uitspraak rinpotsjee, is een Tibetaanse boeddhistische eretitel. Rinpoche betekent letterlijk de kostbare. De titel is in het algemeen gereserveerd voor tulku's (geïncarneerde lama's) en diegenen binnen een lijn van de choje lama's die worden erkend door de daarvoor aangewezen geestelijken.
Wanneer er in de Himalaya en Tibet verwezen wordt naar Goeroe Rinpoche dan wordt daarmee Padmasambhava bedoeld, die wordt gezien als de Tweede Boeddha die als eerste het tantrische boeddhisme naar Tibet en de Himalaya bracht, tegenwoordig bekend als het Tibetaans boeddhisme.
De aanduiding Je Rinpoche verwijst naar Tsongkhapa, de oprichter van de gelugschool.
Soms wordt de titel rinpoche gegeven aan leraren die geen tulku zijn, maar hoge achting krijgen van hun studenten.